# A State Of Trance

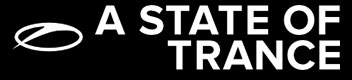
A State Of Trance (Logo)

A State Of Trance (abgekürzt ASOT, englisch „Trancezustand“) ist eine wöchentliche Radiosendung mit geschätzten 38 Millionen Hörern und ein Festivalformat von Armin van Buuren. In der Sendung stellt van Buuren die neuesten Tracks aus Trance und Progressive Trance in einem zweistündigen Set vor.
Darüber hinaus tragen mehrere Compilations (siehe Mix-CDs) sowie ein Sublabel von Armada den Titel A State Of Trance.

## Geschichte
Am 18. Mai 2001 ging van Buuren mit A State Of Trance erstmals auf Sendung, damals bei dem niederländischen Radiosender ID&T Radio. Diese Pilotfolge enthielt noch keine Moderation durch van Buuren und wird im Nachhinein als Episode 000 bezeichnet. Episode 1 folgte am 1. Juni 2001, hier stellt van Buuren die Sendung zum ersten Mal vor. Die Moderation erfolgte zunächst auf Niederländisch. 2004, als ID&T Radio (heute Slam FM) umstrukturiert wurde, verließ van Buuren den Radiosender und startete die Show beim Online-Radiosender ETN.FM. Seit Episode 183 im Januar 2005 moderiert van Buuren die Sendung auf Englisch. Bei ETN.FM war die Show jedoch nur kurz zu hören, denn schon nach wenigen Wochen wechselte er zum Online-Radiosender Digitally Imported (DI.FM) sowie dem niederländischen Radiosender Fresh FM.
Heute wird die Sendung rund um den Globus auf 15 Radiosendern ausgestrahlt und ist damit die wahrscheinlich erfolgreichste Dance-Radiosendung auf der Welt. In Deutschland ist „ASOT“ jeweils am Donnerstag von 20 Uhr bis 22 Uhr beim Radiosender sunshine live zu hören. Seit September 2012 werden außerdem neue Episoden der Sendung mit direkt anwählbaren Einzeltiteln jeweils am Freitag auf Spotify und Apple Music veröffentlicht. Seit 2007 (Episode 285) unterstützt der ebenfalls niederländische DJ Ruben de Ronde die ASOT Sendungen.
Seit Episode 800 (Februar 2017) wird „ASOT“, jeden Donnerstag von 20–22 Uhr, aus einem eigens neu errichteten Studio in Amsterdam gesendet und auch live als Video-Stream im Internet übertragen. Das Konzept orientiert sich auch wieder an der Frühzeit, bei der in der ersten Stunde hauptsächlich neue Lieder vorgestellt und Interviews durchgeführt werden, während die zweite Stunde einem Livemix von Armin van Buuren unterliegt. In der zweiten Stunde werden häufig auch andere DJs und Produzenten für einen sogenannten Guestmix eingeladen. Im Juli 2020 gab Armin van Buuren bekannt, dass Ferry Corsten nun als fester Bestandteil der Sendung einmal im Monat, mit einem einstündigen Set, auftritt.
Am 14. Januar 2021 wurde mit der Folge 999 der Countdown zur Folge 1000 gestartet. Bis zum 21. Januar wurden die, von den Zuschauern gewählten, besten 1000 Trance-Songs durchgängig gestreamt.

## Veranstaltungsreihe
Beginnend mit Episode 200 werden die jeweiligen Jubiläumsfolgen besonders hervorgehoben und mit Eventveranstaltungen an den unterschiedlichsten Orten zelebriert.

### A State Of Trance (ab 2005)

#### ASOT 200, 250, 300 und 350
Am 2. Juni 2005 zelebrierte van Buuren mit der 200. Ausgabe erstmals eine Jubiläumsepisode von A State of Trance. Als Live-Act war nur van Buuren selbst präsent. Seither wird jedes Jahr die Jubiläumsepisode zelebriert. Für die 250. Sendung und den fünften Geburtstag von ASOT lud van Buuren erstmals Gast-DJs ein, darunter M.I.K.E., Jonas Steur, John Askew, Rank 1 und Menno de Jong.
2007 feierte man die 300. Sendung in Den Bosch zusammen mit über 6000 Gästen und den DJs Aly & Fila, Sean Tyas, Menno de Jong, Marcel Woods und Markus Schulz. Das siebenstündige und kostenlose Event wurde live im Radio und im Internet übertragen. Dabei sind Aly & Fila neben Armin van Buuren (dem Veranstalter selbst) die einzigen DJs, die seither jährlich auf der ASOT spielen. 2008 fand anlässlich der 350. Ausgabe ein ähnliches Event im Antwerpener NoXX-Club statt.

#### ASOT 400 (2009)
Die 400. Sendung wurde vom 16. bis 19. April 2009 mit einem 72-Stunden-Liveset gefeiert. In dieser Zeit fanden drei Events im Butan Club in Wuppertal (16. April von 20 bis 6 Uhr), im Club Air in Birmingham (17. April von 23 bis 6 Uhr) und im Maassilo in Rotterdam (18. April von 22 bis 6 Uhr) statt. In der Zeit zwischen den Events wurden ältere Sendungen von ASOT wiederholt, oder bekannte DJs wie Ferry Corsten, Rank 1 oder Gareth Emery spielten einstündige Livesets.

#### ASOT 450 (2010)
Nach fast neun Jahren fiel am 1. April 2010 der Startschuss zur 450. Sendung von A State of Trance. Den Auftakt machte Toronto, gefolgt von zwei Events in New York am 2. und 3. April. Anschließend ging es am 9. April nach Europa in die Slowakei. Das große Finale fand in Breslau (Polen) statt, und zwar wegen des Flugunfalls bei Smolensk, bei dem unter anderem der polnische Präsident starb, mit einer Verspätung von zwei Wochen. Das Finale konnte per Videostream verfolgt werden.

#### ASOT 500 (2011)
Ähnlich wurde im Frühjahr 2011 die 500. Folge von A State Of Trance und als 10-jähriges Jubiläum der Sendung zelebriert. Die Stationen waren Johannesburg, Miami (während des Ultra Music Festivals), Buenos Aires, Den Bosch und Sydney.

#### ASOT 550 (2012)
Im Frühjahr 2012 wurde die 550. Folge von A State Of Trance – Invasion – zelebriert. Die Stationen waren London, Moskau, Kiew, Los Angeles, Miami und Den Bosch.

#### ASOT 600 (2013)
Im Frühjahr 2013 wurde die 600. Folge von A State Of Trance – The Expedition – zelebriert. Die Stationen waren Madrid, Mexiko-Stadt, Sao Paulo, Minsk, Sofia, Beirut, Kuala Lumpur, Mumbai, Miami, Guatemala, New York und Den Bosch.

#### ASOT 650 (2014)
Im Frühjahr 2014 wurde die 650. Folge von A State Of Trance – New Horizons – zelebriert. Die Stationen waren Almaty, Jekaterinburg, Utrecht, Santiago de Chile, Buenos Aires, Kuala Lumpur, Jakarta und Miami.

### A State Of Trance (ab 2015)

#### ASOT 700 (2015)
Im Frühjahr 2015 wurde die 700. Folge von A State Of Trance – Festival – zelebriert. Die Stationen waren Sydney, Melbourne, Buenos Aires, Miami und Utrecht.

#### ASOT 750 (2016)
Im Frühjahr 2016 wurde die 750. Folge von A State Of Trance – I’m in A State of Trance – zelebriert. Die Stationen waren Toronto, Utrecht und Miami. Während des Festivals in Utrecht war Paul van Dyk von der Bühne gefallen. Daraufhin wurde der Main-Floor geschlossen.

#### ASOT 800
Im Frühjahr 2017 wurde die 800. Folge von A State Of Trance – I Live For That Energy – zelebriert. Die Stationen lauteten Utrecht und Miami.

#### ASOT 2023
Nach 2-jähriger Pause kehrte das Event vom 3.–4. März 2023 unter dem Motto Reflexion zurück nach Utrecht.

#### ASOT 2024
Vom 23.–24. Februar 2024 fand das Event erstmals in Rotterdam statt. Als Location diente unter dem Motto Destination die Event- und Veranstaltungshalle Ahoy Rotterdam.

#### ASOT 2025
Vom 21.–22. Februar 2025 fand das Event unter dem Motto Transformation wieder im Ahoy Rotterdam statt. Live aufgetreten sind Ahmed Helmet, Agents Of Time, Armin van Buuren b2b ARTBAT, Aly & Fila, Andrew Rayel, Ben Gold, Ben Hemsley, Cubicore b2b UUFO, Factor B, Ferry Corsten, Maddix, Ruben de Ronde, SUPERSTRINGS, Nifra und XiJaro & Pitch.

## Tune Of The Year
Mit dem Tune Of The Year (Kurzform TOTY) wird im Dezember der beste Track des Jahres ausgezeichnet. Dies geschieht, nachdem die Zuhörer von A State Of Trance in einem Zeitfenster von einigen Wochen abgestimmt haben, anhand eines Countdowns in einer besonders hervorgehobenen Episode.
- 2001[12] Rising Star – Clear Blue Moon
- 2002[13] Paul Oakenfold feat. Carla Werner – Southern Sun (Tiësto Remix)
- 2003[14] Motorcycle – As The Rush Comes (Gabriel & Dresden Sweeping Strings Mix)
- 2004[15] Above & Beyond feat. Zoë Johnston – No One On Earth (Gabriel & Dresden Remix)
- 2005[16] Above & Beyond vs. Andy Moor – Air For Life
- 2006[17] Above & Beyond feat. Zoë Johnston – Good For Me
- 2007[18] John O’Callaghan feat. Audrey Gallagher – Big Sky (Agnelli & Nelson Remix)
- 2008[19] Sunlounger feat. Zara – Lost
- 2009[20] Gaia – Tuvan
- 2010[21] Yuri Kane – Right Back
- 2011[22] Aly & Fila feat. Jwaydan – We Control The Sunlight
- 2012[23] Gareth Emery feat. Christina Novelli – Concrete Angel
- 2013[24] Armin van Buuren feat. Miri Ben-Ari – Intense
- 2014[25] Gareth Emery feat. Bo Bruce – U (Bryan Kearney Remix)
- 2015[26] Gouryella – Anahera
- 2016[27] Aly & Fila meets Roger Shah & Susana – Unbreakable
- 2017[28] Gareth Emery & Standerwick feat. Haliene - Saving Light
- 2018[29] Richard Durand & Christina Novelli -The Air I Breathe
- 2019[30] MaRLo & Feenixpawl – Lighter Than Air
- 2020[31] Aly & Fila with Plumb – Somebody Loves You
- 2021[32] Armin van Buuren and Aly & Fila feat. Kazi Jay – For All Time
- 2022[33] Bryan Kearney & Out Of The Dust feat. Plumb – Take This
- 2023[1] Armin van Buuren, Ferry Corsten, Rank 1 & Ruben de Ronde – Destination (ASOT 2024 Anthem)

### TOTY 2000er

#### Tune Of The Year 2001
| Platz | Tracklist                                                       |
| ----- | --------------------------------------------------------------- |
| 20    | Signum – First Strike                                           |
| 19    | OceanLab – Clear Blue Water (Ferry Corsten Remix)               |
| 18    | Ayumi Hamasaki – Appears (AvB’s Sunset Dub)                     |
| 17    | DJ Cyber – Marco Antonio                                        |
| 16    | Avalance – Friendzone                                           |
| 15    | Sonic Inc. – A Taste of Summer                                  |
| 14    | Solid Sessions – Janeiro (Pronto & Kalmani)                     |
| 13    | King Of Clubs – Revelation (Airwave Remix)                      |
| 12    | Salt Tank – The Energy (Dj Remy Remix)                          |
| 11    | Silverblue – Step Back                                          |
| 10    | Lange – Drifting Away (Lange’s Sunset Dub)                      |
| 09    | DJ Tiesto – Suburban Train                                      |
| 08    | Trancesetters – The Saga                                        |
| 07    | Marco V – Simulated                                             |
| 06    | Accadia – Into the Dawn (James Holden Remix)                    |
| 05    | Rank 1 – Awakening                                              |
| 04    | Iio – Rapture (Armin van Buuren Remix)                          |
| 03    | Perpetuous Dreamer – The Sound of Goodbye (Armin’s Tribal Feel) |
| 02    | Iio – Rapture (Riva Remix)                                      |
| 01    | Rising Star – Clear Blue Moon                                   |

#### Tune Of The Year 2002
| Platz | Tracklist                                                               |
| ----- | ----------------------------------------------------------------------- |
| 20    | Rank 1 – Awakening                                                      |
| 19    | OceanLab feat. Justine Suissa – Sky Falls Down (Armin van Buuren Remix) |
| 18    | Conjure One feat. Sinead O’Connor – Tears From The Moon (Hybrid Remix)  |
| 17    | Solid Sessions – Janeiro (Armin van Buuren Remix)                       |
| 16    | Jurgen Vries – The Theme                                                |
| 15    | Solar Stone – Seven Cities (Armin van Buuren Remix)                     |
| 14    | Ferry Corsten – Punk                                                    |
| 13    | 4 Strings – Diving                                                      |
| 12    | DJ Tiesto – In My Memory (Airwave Remix)                                |
| 11    | Cosmic Gate – The Truth (Ferry Corsten Remix)                           |
| 10    | Driftwood – Freeloader                                                  |
| 09    | 4 Strings – Diving (Hiver & Hammer Remix)                               |
| 08    | Plastic Boy – Silverbath                                                |
| 07    | 4 Strings – Into The Night                                              |
| 06    | Armin van Buuren feat. Ray Wilson – Yet Another Day                     |
| 05    | Energy 52 – Cafè Del Mar (Marco V Remix)                                |
| 04    | DJ Tiesto – Lethal Industry                                             |
| 03    | Solar Stone – Solar Coaster                                             |
| 02    | Gouryella – Ligaya                                                      |
| 01    | Oakenfold feat. Carla Werner – Southern Sun (Tiesto Remix)              |

#### Tune Of The Year 2003
| Platz | Tracklist                                                                  |
| ----- | -------------------------------------------------------------------------- |
| 20    | Firewall – Sincere (Pulser Remix)                                          |
| 19    | Mark Otten – Mushroom Therapy                                              |
| 18    | Ace’s Delight – Mental Theme                                               |
| 17    | Plastic Boy – Live Another Life                                            |
| 16    | Pulser – My Religion                                                       |
| 15    | Paul van Dyk feat. Hemstock & Jennings – Nothing But You (Paul’s Club Mix) |
| 14    | Aalto – Rush (Super8 vs Orkidea Remix)                                     |
| 13    | Solid Globe – North Pole                                                   |
| 12    | Signum – Push Through                                                      |
| 11    | Fictivision vs C-Quence – Symbols                                          |
| 10    | Envio – Touched By The Sun                                                 |
| 09    | Sarah McLachlan – Falling (Gabriel & Dresden Anti Gravity Mix)             |
| 08    | Scott Bond vs. Solar Stone – 3rd Earth                                     |
| 07    | DJ Tiesto – Traffic                                                        |
| 06    | OceanLab feat. Justine Suissa – Satellite                                  |
| 05    | Agnelli & Nelson – Holding On To Nothing                                   |
| 04    | Thompson & Holden – Nothing (93 Returning Remix)                           |
| 03    | Armin van Buuren feat. Suissa – Burned With Desire (Rising Star Mix)       |
| 02    | Andain – Beautiful Things (Gabriel & Dresden Unplugged Mix)                |
| 01    | Motorcycle – As The Rush Comes (Gabriel & Dresden Sweeping Strings Mix)    |

#### Tune Of The Year 2004
| Platz | Tracklist                                                                    |                                                                              |
| ----- | ---------------------------------------------------------------------------- | ---------------------------------------------------------------------------- |
| 20    | Armin van Buuren – Communication Part 3                                      | Armin van Buuren – Communication Part 3                                      |
| 19    | A-Force – Atomic Outbreak                                                    | A-Force – Atomic Outbreak                                                    |
| 18    | 8 Wonders – The Morning After (The Thrillseekers Remix)                      | 8 Wonders – The Morning After (The Thrillseekers Remix)                      |
| 17    | Interstate – I Found You                                                     | Interstate – I Found You                                                     |
| 16    | Dreas pres. Havannah – Havannah                                              | Dreas pres. Havannah – Havannah                                              |
| 15    | Alt F4 – Alt F4                                                              | Alt F4 – Alt F4                                                              |
| 14    | Filterheadz – Yimanya                                                        | Filterheadz – Yimanya                                                        |
| 13    | OceanLab – Satellite                                                         | OceanLab – Satellite                                                         |
| 12    | Tranquility Base – Surrender                                                 | Tranquility Base – Surrender                                                 |
| 11    | Dido – Sand In My Shoes (Above & Beyond UV Remix)                            | Dido – Sand In My Shoes (Above & Beyond UV Remix)                            |
| 10    | The Thrillseekers – Synaesthesia 2004 (Ferry Corsten Remix)                  | The Thrillseekers – Synaesthesia 2004 (Ferry Corsten Remix)                  |
| 09    | Young Parisians feat. Ben Lost – Jump The Next Train (Kyau vs. Albert Remix) | Young Parisians feat. Ben Lost – Jump The Next Train (Kyau vs. Albert Remix) |
| 08    | Randy Katana – In Silence (Txitxarro Remix)                                  | Randy Katana – In Silence (Txitxarro Remix)                                  |
| 07    | Perry O’Neil – Wave Force                                                    | Perry O’Neil – Wave Force                                                    |
| 06    | Tilt – The World Doesn’t Know                                                | Tilt – The World Doesn’t Know                                                |
| 05    | Solid Globe – Sahara                                                         | Solid Globe – Sahara                                                         |
| 04    | Ridgewalkers feat. El – Find (Andy Moor Remix)                               | Ridgewalkers feat. El – Find (Andy Moor Remix)                               |
| 03    | Tiesto – Adagio For Strings                                                  | Tiesto – Adagio For Strings                                                  |
| 02    | Adam White & Andy Moor presents Whiteroom – The Whiteroom                    | Adam White & Andy Moor presents Whiteroom – The Whiteroom                    |
| 01    | Above & Beyond – No One On Earth (Gabriel & Dresden Mix)                     | Above & Beyond – No One On Earth (Gabriel & Dresden Mix)                     |

#### Tune Of The Year 2005
| Platz | Tracklist                                                                                      |
| ----- | ---------------------------------------------------------------------------------------------- |
| 20    | Hammer & Bennett – Language (Santiago Nino Dub Tech Mix)                                       |
| 19    | Mark Otten – So Serene (Menno De Jong’s Fierce Dub)                                            |
| 18    | Deep Dish – Say Hello                                                                          |
| 17    | Kuffdam & Plant – Summerdream (Paul van Dyk Remix)                                             |
| 16    | Marco V – False Light                                                                          |
| 15    | Filterfunk – S.O.S. (Sander van Doorn Remix)                                                   |
| 14    | Paul van Dyk feat. Wayne Jackson – The Other Side (Deep Dish Remix)                            |
| 13    | Jonas Steur – Castamara                                                                        |
| 12    | Andy Moor – Halycon                                                                            |
| 11    | Dogzilla – Without You (Dub)                                                                   |
| 10    | Armin van Buuren feat. Jan Vayne – Serenity                                                    |
| 09    | Mike Foyle vs Signalrunners – Love Theme Dusk (Mike Record Mix)                                |
| 08    | Above & Beyond – Alone Tonight                                                                 |
| 07    | Gabriel & Dresden feat. Molly – Tracking Treasure Down                                         |
| 06    | Way Out West – Killa (Orkidea Remix)                                                           |
| 05    | Airbase – Escape                                                                               |
| 04    | Markus Schulz and Gabriel & Dresden feat. Departure – Without You Near (Gabriel & Dresden Mix) |
| 03    | Armin van Buuren with Gabriel & Dresden – Zocalo                                               |
| 02    | Armin van Buuren – Shivers                                                                     |
| 01    | Above & Beyond vs. Andy Moor – Air For Life                                                    |

#### Tune Of The Year 2006
| Platz | Tracklist                                                          |
| ----- | ------------------------------------------------------------------ |
| 20    | Alex Morph and Rank 1 – Life Less Ordinary                         |
| 19    | Sunlounger – White Sand                                            |
| 18    | Markus Schulz feat. Skipper – Never Be The Same Again              |
| 17    | Kyau & Albert – Are You Fine                                       |
| 16    | Aalto – 5                                                          |
| 15    | Armin van Buuren vs. Rank 1 feat. Kush – This World is Watching Me |
| 14    | Karen Overton – Your Loving Arms                                   |
| 13    | Ronski Speed – The Space We Are (John O’Callaghan Remix)           |
| 12    | Snow Patrol – Chasing Cars (Blake Jarrell & Topher Jones Remix)    |
| 11    | Anna Nalick – Breathe (2 AM) (Blake Jarrell Remix)                 |
| 10    | Andy Moor vs. Orkidea – Year Zero                                  |
| 09    | Selu Vibra – Divine                                                |
| 08    | O’Callaghan and Kearney – Exactly                                  |
| 07    | Armin van Buuren – Sail                                            |
| 06    | Jose Amnesia feat. Jennifer Rene – Louder                          |
| 05    | Arksun – Arisen                                                    |
| 04    | Armin van Buuren – Control Freak (Sander van Doorn Remix)          |
| 03    | Above and Beyond – Cant Sleep                                      |
| 02    | Armin van Buuren feat. Racoon – Love You More (Vocal Mix)          |
| 01    | Above & Beyond feat. Zoë Johnston – Good For Me                    |

#### Tune Of The Year 2007
| Platz | Tracklist                                                                   |
| ----- | --------------------------------------------------------------------------- |
| 20    | Above & Beyond feat. Johnston – Good For Me (Thomas Datt Bootleg Mix)       |
| 19    | Cosmic Gate – Body Of Conflict                                              |
| 18    | Breakfast – The Sunlight                                                    |
| 17    | Cerf, Mitiska & Jaren – Light The Skies (Retrobytes Classic Mix)            |
| 16    | Albert Vorne – Formentera What (Gareth Emery Remix)                         |
| 15    | DJ Shah feat. Adrina Thorpe – Who Will Find Me (Summer Sunrise Mix)         |
| 14    | Jonas Steur feat. Jennifer Rene – Fall To Pieces                            |
| 13    | Ilse DeLange – The Great Escape (Armin van Buuren Remix)                    |
| 12    | Tranquility Base – Oceanic                                                  |
| 11    | Filo & Peri feat. Eric Lumiere – Anthem                                     |
| 10    | Armin van Buuren – The Sound Of Goodbye (Nic Chagall Drumbeat Edit)         |
| 09    | Paul van Dyk & Starkillers and Austin Leeds feat. Tomberlin – New York City |
| 08    | Vincent de Moor – Fly Away (Cosmic Gate Remix)                              |
| 07    | First State feat. Anita Kelsey – Falling                                    |
| 06    | Armin van Buuren – Rush Hour                                                |
| 05    | The Blizzard – Kalopsia                                                     |
| 04    | Above & Beyond – Home                                                       |
| 03    | Dash Berlin – Till The Sky Falls Down                                       |
| 02    | Armin van Buuren vs. Rank 1 – This World Is Watching Me (Cosmic Gate Mix)   |
| 01    | John O’Callaghan – Big Sky (Agnelli & Nelson Mix)                           |

#### Tune Of The Year 2008
| Platz | Tracklist                                                                   |
| ----- | --------------------------------------------------------------------------- |
| 20    | Armin van Buuren feat. Susana – If You Should Go (Aly & Fila Remix)         |
| 19    | Leon Bolier – Ocean Drive Boulevard                                         |
| 18    | Akesson – Perfect Blue                                                      |
| 17    | Andy Duguid feat. Leah – Wasted                                             |
| 16    | Armin van Buuren feat. Jaren – Unforgivable (First State Smooth Remix)      |
| 15    | Mr. Sam feat. Claud9 – Cygnes                                               |
| 14    | DJ Shah feat. Adrina Thorpe – Back To You (Aly & Fila Remix)                |
| 13    | The Doppler Effect – Beauty Hides In The Deep (The Blizzard Remix)          |
| 12    | The Killers – Human (Armin van Buuren Remix)                                |
| 11    | Armin van Buuren & DJ Shah feat. Chris Jones – Going Wrong                  |
| 10    | Above & Beyond presents OceanLab – Sirens Of The Sea                        |
| 09    | Alex M.O.R.P.H. – Walk The Edge (Alex M.O.R.P.H. B2B Woody van Eyden Remix) |
| 08    | Lange feat. Sarah Howells – Out Of The Sky (Kyau & Albert Remix)            |
| 07    | OceanLab – Miracle (Above & Beyond Club Mix)                                |
| 06    | Cerf, Mitiska & Jaren – You Never Said (Dash Berlin Remix)                  |
| 05    | Ferry Corsten feat. Betsie Larkin – Made Of Love                            |
| 04    | OceanLab – Breaking Ties (Above & Beyond Analogue Haven Mix)                |
| 03    | Orjan Nilsen – La Guitarra                                                  |
| 02    | Armin van Buuren feat. Sharon den Adel – In And Out Of Love                 |
| 01    | Sunlounger feat. Zara – Lost                                                |

#### Tune Of The Year 2009
| Platz | Tracklist                                                          |
| ----- | ------------------------------------------------------------------ |
| 20    | Matt Darey pres. Urban Astronauts – See The Sun (Aurosonic Remix)  |
| 19    | Armin van Buuren – Unforgivable (Stoneface & Terminal Remix)       |
| 18    | Armin van Buuren feat. Govaert – Never Say Never (Omnia Remix)     |
| 17    | Cosmic Gate feat. Emma Hewitt – Not Enough Time                    |
| 16    | OceanLab – Lonely Girl (Gareth Emery Remix)                        |
| 15    | Rex Mundi feat. Susana – Nothing At All                            |
| 14    | Roger Shah & Signum – Healsville Sanctuary (Roger Shah Mix)        |
| 13    | Paul van Dyk feat. Johnny Mcdaid – Home (Cosmic Gate Remix)        |
| 12    | Nic Chagall feat. Mendelsohn – This Moment (Progressive Mix)       |
| 11    | OceanLab – On A Good Day (Above & Beyond Club Mix)                 |
| 10    | BT Feat. Jes – Every Other Way (Armin van Buuren Remix)            |
| 09    | Andy Moor & Ashley Wallbridge feat. Meighan Nealon – Faces         |
| 08    | RAM – RAMsterdam (Jorn van Deynhoven Remix)                        |
| 07    | John O’Callaghan feat. Howells – Find Yourself (Cosmic Gate Remix) |
| 06    | Armin van Buuren feat. VanVelzen – Broken Tonight                  |
| 05    | Dash Berlin with Cerf, Mitiska & Jaren – Man On The Run            |
| 04    | Bobina – Invisible Touch (Ferry Corsten’s Touch)                   |
| 03    | Cerf, Mitiska & Jaren – Beggin’ You (Armin van Buuren Remix)       |
| 02    | Dash Berlin feat. Emma Hewitt – Waiting                            |
| 01    | Gaia – Tuvan                                                       |

### TOTY 2010er

#### Tune Of The Year 2010
| Platz | Tracklist                                                           |
| ----- | ------------------------------------------------------------------- |
| 20    | Faithless – Tweak Your Nipple (Tiesto Remix)                        |
| 19    | Dj’s United – Remember Love                                         |
| 18    | Dash Berlin – Till The Sky Falls Down (Arctic Moon Remix)           |
| 17    | Armin van Buuren – Coming Home                                      |
| 16    | The Blizzard & Omnia – Metanoia                                     |
| 15    | Markus Schulz feat. Justine Suissa – Perception                     |
| 14    | Armin van Buuren – Full Focus                                       |
| 13    | Andy Moor feat. Carrie Skipper – She Moves                          |
| 12    | Dash Berlin – Never Cry Again (Jorn van Deynhoven Remix)            |
| 11    | Shogun feat. Emma Lock – Save Me                                    |
| 10    | OceanLab & Gareth Emery – On A Metropolis Day (Myon & Shane Mashup) |
| 09    | Armin van Buuren – Not Giving Up On Love (Dash Berlin 4AM Mix)      |
| 08    | Faithless – Not Going Home (Armin van Buuren Remix)                 |
| 07    | Gaia – Aisha                                                        |
| 06    | Susana feat. Omnia & The Blizzard – Closer                          |
| 05    | Armin van Buuren – Mirage (Extended Mix)                            |
| 04    | Armin van Buuren feat. Christian Burns – This Light Between Us      |
| 03    | Armin van Buuren – Orbion                                           |
| 02    | Gareth Emery feat. Lucy Saunders – Sanctuary                        |
| 01    | Yuri Kane – Right Back                                              |

#### Tune Of The Year 2011
| Platz | Tracklist                                                                            |
| ----- | ------------------------------------------------------------------------------------ |
| 20    | Armin van Buuren feat. Laura V – Drowning (Avicii Remix)                             |
| 19    | Gareth Emery & Ashley Wallbridge – Mansion                                           |
| 18    | Emma Hewitt – Colours (Armin van Buuren Remix)                                       |
| 17    | Dennis Sheperd & Cold Blue feat. Ana Criado – Fallen Angel (Dennis Sheperd Club Mix) |
| 16    | ATB with Dash Berlin – Apollo Road                                                   |
| 15    | Headstrong feat. Stine Grove – Tears (Aurosonic Progressive Remix)                   |
| 14    | Dash Berlin feat. Jonathan Mendelsohn – Better Half Of Me                            |
| 13    | Gaia – Stellar                                                                       |
| 12    | Andy Moor feat. Sue McLaren – Fight The Fire                                         |
| 11    | Andain – Promises (Myon & Shane 54 Summer Of Love Remix)                             |
| 10    | Betsie Larkin & Bobina – You Belong To Me                                            |
| 09    | Ferry Corsten feat. Armin van Buuren – Brute                                         |
| 08    | Cosmic Gate & Emma Hewitt – Be Your Sound                                            |
| 07    | Arty & Mat Zo – Rebound                                                              |
| 06    | Gaia – Status Excessu D                                                              |
| 05    | Orjan Nilsen – Between The Rays                                                      |
| 04    | Shogun feat. Melissa Loretta – Skyfire                                               |
| 03    | Above & Beyond feat. Richard Bedford – Sun & Moon                                    |
| 02    | Alex M.O.R.P.H ft Sylvia Tosun – An Angel’s Love                                     |
| 01    | Aly & Fila feat. Jwaydan – We Control The Sunlight                                   |

#### Tune Of The Year 2012
| Platz | Tracklist                                                                 |
| ----- | ------------------------------------------------------------------------- |
| 20    | Markus Schulz feat. Ana Diaz – Nothing Without Me                         |
| 19    | Simon O’Shine – Your Distant World                                        |
| 18    | Aligator and Daniel Kandi feat. Julie Rugaard – The Perfect Match         |
| 17    | Tenishia – Where Do We Begin (Andrew Rayel Remix)                         |
| 16    | W&W – Moscow                                                              |
| 15    | Armin van Buuren – We Are Here To Make Some Noise                         |
| 14    | Jorn van Deynhoven – Headliner                                            |
| 13    | Solarstone & Clare Stagg – The Spell (Solarstone Pure Mix)                |
| 12    | Ferry Corsten vs. Armin van Buuren – Brute (Armin’s Illegal Drum Edit)    |
| 11    | Paul van Dyk feat. Plumb – I Don’t Deserve You (Giuseppe Ottaviani Remix) |
| 10    | Andrew Rayel – 550 Senta (Aether Mix)                                     |
| 09    | W&W – Invasion                                                            |
| 08    | Aly & Fila meet Roger Shah feat. Adrina Thorpe – Perfect Love             |
| 07    | Andrew Rayel – Aeon Of Revenge                                            |
| 06    | Armin van Buuren feat. Ana Criado – Suddenly Summer                       |
| 05    | Andrew Rayel feat. Jano – How Do I Know (Club Mix)                        |
| 04    | Gaia – J’ai Envie De Toi                                                  |
| 03    | Omnia & IRA – The Fusio                                                   |
| 02    | Armin van Buuren feat. Ana Criado – I’ll Listen                           |
| 01    | Gareth Emery feat. Christina Novelli – Concrete Angel                     |

#### Tune Of The Year 2013
| Platz | Tracklist                                                                      |
| ----- | ------------------------------------------------------------------------------ |
| 30    | Jorn van Deynhoven – New Horizons                                              |
| 29    | Omnia – Immersion                                                              |
| 28    | Ahmed Romel – Victory                                                          |
| 27    | Alex M.O.R.P.H. – An Angel’s Love (Andrew Rayel Aether Remix)                  |
| 26    | Aly & Fila feat. Susana – Mysteries Unfold                                     |
| 25    | Armin van Buuren feat. Laura Jansen – Sound of the Drums                       |
| 24    | Armin van Buuren feat. Richard Bedford – Love Never Came                       |
| 23    | Armin van Buuren & W&W – D# Fat                                                |
| 22    | Adam Ellis – Napalm Poet                                                       |
| 21    | Armin van Buuren & Markus Schulz – The Expedition                              |
| 20    | Armin van Buuren feat. Emma Hewitt – Forever Is Ours                           |
| 19    | Dash Berlin feat. Christina Novelli – Jar of Hearts                            |
| 18    | Fisherman & Hawkins – Apache                                                   |
| 17    | Gaia – Humming The Lights                                                      |
| 16    | Armin van Buuren feat. Fiora – Waiting For The Night (Beat Service Remix)      |
| 15    | BT – Skylarking                                                                |
| 14    | Zedd feat. Foxes – Clarity (Andrew Rayel Remix)                                |
| 13    | Orjan Nilsen – Violetta                                                        |
| 12    | Armin van Buuren feat. Cindy Alma – Beautiful Life                             |
| 11    | Andrew Rayel feat. Jwaydan – Until The End                                     |
| 10    | Armin van Buuren – Whose Afraid of 138?! (Photographer Remix)                  |
| 09    | Dart Rayne & Yura Moonlight feat. Sarah Lynn – Silhouette (Allen & Envy Remix) |
| 08    | Andrew Rayel & Bobina – Sacramentum (Andrew Rayel Aether Remix)                |
| 07    | Alex M.O.R.P.H feat. Natalie Gioia – Dreams                                    |
| 06    | Andrew Rayel – Dark Warrior                                                    |
| 05    | Armin van Buuren feat. Trevor Guthrie – This Is What It Feels Like (W&W Remix) |
| 04    | Craig Connelly feat. Christina Novelli – Black Hole (Jorn van Deynhoven Remix) |
| 03    | Simon O’Shine & Sergey Nevone – Apprehension (Aly & Fila Remix)                |
| 02    | RAM feat. Susana – RAMelia                                                     |
| 01    | Armin van Buuren feat. Miri Ben-Ari – Intense                                  |

#### Tune Of The Year 2014
| Platz | Tracklist                                                                          |
| ----- | ---------------------------------------------------------------------------------- |
| 25    | Dash Berlin & Jay Cosmic feat. Collin McLoughlin – Here Tonight                    |
| 24    | Simon O’Shine & Ahmed Romel – L’Absente                                            |
| 23    | The Thrillseekers – This Is All We Have                                            |
| 22    | Dart Rayne & Yura Moonlight feat. Katty Heath – Stole The Sun (Allen & Envy Remix) |
| 21    | Alex M.O.R.P.H. Feat. Natalie Gioia – My Heaven                                    |
| 20    | Aly & Fila with Jaren – For All Time                                               |
| 19    | Aly & Fila with SkyPatrol feat. Sue McLaren – Running                              |
| 18    | Armin van Buuren feat. Laura Jansen – Sound Of The Drums (Bobina Remix)            |
| 17    | Aly & Fila meets Roger Shah feat. Sylvia Tosun – Eye 2 Eye (FSOE 350 Anthem)       |
| 16    | MaRLo feat. Jano – Haunted                                                         |
| 15    | Andrew Rayel feat. Johnathan Mendelsohn – One In A Million                         |
| 14    | Jorn van Deynhoven – New Horizons (ASOT 650 Anthem)                                |
| 13    | Above & Beyond feat. Alex Vargas – Blue Sky Action                                 |
| 12    | Dash Berlin feat. Roxanne Emery – Shelter (Photographer Remix)                     |
| 11    | MaRLo – Visions                                                                    |
| 10    | Andrew Rayel feat. Alexandra Badoi – Goodbye                                       |
| 09    | Bobina – Winter                                                                    |
| 08    | Armin van Buuren – Ping Pong                                                       |
| 07    | Armin van Buuren – Hystereo                                                        |
| 06    | Cosmic Gate & Eric Lumiere – Falling Back (Mark Sixma Remix)                       |
| 05    | Armin van Buuren & Andrew Rayel – EIFORYA                                          |
| 04    | Luke Bond feat. Roxanne Emery – On Fire (Aly & Fila Remix)                         |
| 03    | Alex M.O.R.P.H. feat. Natalie Gioia – The Reason                                   |
| 02    | Gaia – Empire Of Hearts                                                            |
| 01    | Gareth Emery feat. Bo Bruce – U (Bryan Kearney Remix)                              |

#### Tune Of The Year 2015
| Platz | Tracklist                                                                     |
| ----- | ----------------------------------------------------------------------------- |
| 25    | Paul van Dyk feat. Sue McLaren – Lights (Giuseppe Ottaviani Remix)            |
| 24    | Sneijder & Christina Novelli – Love of My Control                             |
| 23    | MaRLo feat. Christina Novelli – Hold It Together                              |
| 22    | Bobina – Flying Kitten                                                        |
| 21    | Eric Prydz – Opus                                                             |
| 20    | Aly & Fila vs. The Thrillseekers – Es Vedra                                   |
| 19    | John Askew – Shine (Sean Tyas Remix)                                          |
| 18    | Gaia – In Principio                                                           |
| 17    | Will Atkinson – Numb the Pain                                                 |
| 16    | Aly & Fila with Omar Sherif & Jonathan Carvajal – A New Age (FSOE 400 Anthem) |
| 15    | Aly & Fila vs. Ferry Tayle – Napoleon                                         |
| 14    | RAM & Susana – Someone Like You (RAM & Standerwick Remix)                     |
| 13    | Armin van Buuren – Together (In A State Of Trance)                            |
| 12    | Armin van Buuren feat. Mr. Probz – Another You (Mark Sixma Remix)             |
| 11    | Dimension – Origami                                                           |
| 10    | Markus Schulz feat. Delacey – Destiny                                         |
| 09    | Photographer & Susana – Find A Way                                            |
| 08    | MaRLo feat. Jano – The Dreamers                                               |
| 07    | Matt Darey feat. Kate Louise Smith – See The Sun (Dan Stone Rework)           |
| 06    | Above & Beyond feat. Zoe Johnston – We’re All We Need                         |
| 05    | Omnia feat. Tilde – For The First Time                                        |
| 04    | Armin van Buuren feat. Eric Vloeimans – Embrace                               |
| 03    | Rising Star feat. Betsie Larkin – Safe Inside You                             |
| 02    | Jean-Michel Jarre & Armin van Buuren – Stardust (Rising Star Remix)           |
| 01    | Gouryella – Anahera                                                           |

#### Tune Of The Year 2016
| Platz | Tracklist                                                               |
| ----- | ----------------------------------------------------------------------- |
| 25    | Orjan Nilsen – Iconic                                                   |
| 24    | Cosmic Gate – am2pm                                                     |
| 23    | Alex M.O.R.P.H. & Paul van Dyk – We Are                                 |
| 22    | Armin van Buuren feat. Eric Vloeimans – Embrace (Andrew Rayel Remix)    |
| 21    | Armin van Buuren feat. Kensington – Heading Up High (First State Remix) |
| 20    | Alan Walker – Faded (Talla 2XLC Uplifting Rework)                       |
| 19    | RAM feat. Stine Grove – Forever and A Day                               |
| 18    | Simon Patterson & Magnus – Evoke                                        |
| 17    | Kyau & Albert – Memory Lane                                             |
| 16    | Hilight Tribe – Free Tibet (Vini Vici Remix)                            |
| 15    | Bryan Kearney & Christina Novelli – By My Side                          |
| 14    | Gaia – Inyathi                                                          |
| 13    | MaRLo – Join Us Now                                                     |
| 12    | Ben Gold – I’m In A State Of Trance (ASOT 750 Anthem)                   |
| 11    | MaRLo – Darkside                                                        |
| 10    | Gareth Emery feat. Christina Novelli – Save Me                          |
| 09    | Gouryella – Neba                                                        |
| 08    | Aly & Fila x Luke Bond & Audrey Gallagher – Million Voices              |
| 07    | Super8 & Tab – Mega                                                     |
| 06    | The Thrillseekers pres. Hydra – Amber                                   |
| 05    | Aly & Fila with Ahmed Romel – Kingdoms (FSOE 450 Anthem)                |
| 04    | MaRLo feat. Chloe – You And Me                                          |
| 03    | Rising Star feat. Betsie Larkin – Again (Armin van Buuren Remix)        |
| 02    | Gareth Emery feat. Wayward Daughter – Reckless (Standerwick Remix)      |
| 01    | Aly & Fila meets Roger Shah & Susana – Unbreakable                      |

#### Tune Of The Year 2017
| Platz | Tracklist                                                                           |
| ----- | ----------------------------------------------------------------------------------- |
| 24    | Above & Beyond feat. Richard Bedford – Northern Soul                                |
| 23    | Armin van Buuren & Sunnery James & Ryan Marciano – You Are                          |
| 22    | Armin van Buuren – This Is A Test (Arkham Knights Remix)                            |
| 21    | Craig Connelly feat. Jessica Lawrence – How Can I (John O’Callaghan Remix)          |
| 20    | Robert Nickson – Heliopause                                                         |
| 19    | Cosmic Gate & Emma Hewitt – Tonight                                                 |
| 18    | Above & Beyond feat. Zoë Johnston – My Own Hymn                                     |
| 17    | Protoculture – The Descent                                                          |
| 16    | W&W x Vini Vici – Chakra                                                            |
| 15    | Allen Watts – Arizona                                                               |
| 14    | Aly & Fila with Ferry Tayle – Concorde                                              |
| 13    | Armin van Buuren – My Symphony (The Best Of Armin Only Anthem)                      |
| 12    | Armin van Buuren & Garibay feat. Olaf Blackwood – I Need You (Club Mix)             |
| 11    | Aly & Fila with Philippe El Sisi & Omar Sherif feat. Karim Youssef – The Chronicles |
| 10    | RAM & Arctic Moon with Stine Grove – A Billion Stars Above                          |
| 09    | Gaia – Saint Vitus                                                                  |
| 08    | Ferry Corsten pres. Gouryella – Venera (Vee’s Theme)                                |
| 07    | Aly & Fila – Beyond The Lights                                                      |
| 06    | Armin van Buuren vs. Vini Vici feat. Hilight Tribe – Great Spirit                   |
| 05    | Davey Asprey – Fallout                                                              |
| 04    | Armin van Buuren – I Live For That Energy                                           |
| 03    | Armin van Buuren feat. Josh Cumbee – Sunny Days (Club Mix)                          |
| 02    | Bryan Kearney & Plumb – All Over Again                                              |
| 01    | Gareth Emery & Standerwick feat. HALIENE – Saving Light                             |

#### Tune Of The Year 2018
| Platz | Tracklist                                                                          |
| ----- | ---------------------------------------------------------------------------------- |
| 25    | Above & Beyond ft. Richard Bedford – Happiness Amplified (Above & Beyond Club Mix) |
| 24    | Armin van Buuren ft. James Newman – Therapy (Armin van Buuren Club Mix)            |
| 23    | MaRLo – Enough Echo                                                                |
| 22    | Ilan Bluestone & Maor Levi ft. El Waves – Will We Remain?                          |
| 21    | Above & Beyond – Red Rocks                                                         |
| 20    | Ben Gold & Audrey Gallagher – There Will Be Angels                                 |
| 19    | Armin van Buuren – Be In The Moment                                                |
| 18    | Roger Shah & RAM ft. Natalie Gioia – For The One You Love                          |
| 17    | Craig Connelly ft. Roxanne Emery – This Life                                       |
| 16    | Above & Beyond ft. Richard Bedford – Northern Soul (Spencer Brown Remix)           |
| 15    | Gabriel & Dresden ft. Sub Teal – Only Road (Cosmic Gate Remix)                     |
| 14    | Armin van Buuren & Vini Vici & ALOK ft. Zafrir – United                            |
| 13    | Giuseppe Ottaviani – Till The Sunrise                                              |
| 12    | Armin van Buuren & Shapov – Our Origin                                             |
| 11    | Gareth Emery ft. Evan Henzi – Call To Arms (Cosmic Gate Remix)                     |
| 10    | Estiva X Ruben de Ronde – Rainbow                                                  |
| 09    | Armin van Buuren – Lifting You Higher                                              |
| 08    | Alex M.O.R.P.H. – Running For Peace (Club Mix)                                     |
| 07    | Armin van Buuren ft. Sam Martin – Wild Wild Son (Armin van Buuren Club Mix)        |
| 06    | Paul van Dyk & Plumb – Music Rescues Me                                            |
| 05    | Armin van Buuren – Blah Blah Blah                                                  |
| 04    | RAM & Susana – Northern Star                                                       |
| 03    | Armin van Buuren & Shapov – The Last Dancer                                        |
| 02    | Armin van Buuren presents Rising Star feat. Fiora – Just As You Are                |
| 01    | Richard Durand & Christina Novelli – The Air I Breathe                             |

#### Tune Of The Year 2019
| Platz | Tracklist                                                              |
| ----- | ---------------------------------------------------------------------- |
| 25    | FUTURECODE ft. Roxanne Emery – Dancing In The Rain                     |
| 24    | Factor B ft. Cat Martin – Crashing Over                                |
| 23    | Above & Beyond – Distorted Truth                                       |
| 22    | Simon Patterson ft. Lucy Pullin – Blink                                |
| 21    | Andrew Bayer – Magitek                                                 |
| 20    | Cosmic Gate – Come With Me                                             |
| 19    | Aly & Fila ft. JES – I Won’t Let You Fall (Uplifting Mix)              |
| 18    | Armin van Buuren – Turn It Up                                          |
| 17    | Ben Gold ft. Zoe Lowe – The City Sleeps Tonight                        |
| 16    | Armin van Buuren ft. HALIENE – Song I Sing                             |
| 15    | Roman Messer ft. Cari – Serenity                                       |
| 14    | Giuseppe Ottaviani – Panama                                            |
| 13    | Armin van Buuren & Tempo Giusto – Mr. Navigator                        |
| 12    | Giuseppe Ottaviani – 8K                                                |
| 11    | Above & Beyond vs. Armin van Buuren – Show Me Love                     |
| 10    | Armin van Buuren ft. Sam Martin – Wild Wild Son (Richard Durand Remix) |
| 09    | Markus Schulz ft. HALIENE – Ave Maria                                  |
| 08    | Ferry Corsten pres. Gouryella – Surga                                  |
| 07    | Rising Star ft. Alexandra Badoi – Cosmos                               |
| 06    | Aly & Fila – It’s All About The Melody                                 |
| 05    | Ben Gold & Sivan – Stay (Sneijder Remix)                               |
| 04    | Key4050 & Plumb – I Love You                                           |
| 03    | Armin van Buuren & Shapov – La Résistance De L’Amour                   |
| 02    | Richard Durand & Christina Novelli – Save You                          |
| 01    | MaRLo & Feenixpawl – Lighter Than Air                                  |

### TOTY 2020er

#### Tune Of The Year 2020
| Platz | Tracklist                                                      |
| ----- | -------------------------------------------------------------- |
| 25    | MaRLo & HALIENE – Say Hello (Darren Porter Remix)              |
| 24    | Ruben de Ronde & Roxanne Emery – Gold (Richard Durand Remix)   |
| 23    | Elevven – One Last Time (Roman Messer Remix)                   |
| 22    | Above & Beyond – Blue Monday                                   |
| 21    | Craig Connelly ft. Tara Louise – Time Machine                  |
| 20    | Giuseppe Ottaviani ft. Tricia McTeague – Only A Heartbeat Away |
| 19    | Allen Watts & Roman Messer – Skyline                           |
| 18    | Will Atkinson – Telescope                                      |
| 17    | Giuseppe Ottaviani – Morpheus                                  |
| 16    | Ilan Bluestone pres. Stoneblue ft. Emma Hewitt – Hypnotized    |
| 15    | DJ T.H. – Leonie (Beatsole Remix)                              |
| 14    | Rising Star ft. Cari – The Voice                               |
| 13    | Ciaran McAuley – Our Journey                                   |
| 12    | Ruben de Ronde ft. Eke – Wanderlust (Eugenio Tokarev Remix)    |
| 11    | Andrew Rayel & Olivia Sebastianelli – Everything Everything    |
| 10    | Giuseppe Ottaviani – Till We Meet Again                        |
| 09    | Ferry Corsten & Ciaran McAuley – Mo Chara                      |
| 08    | i_o ft. Marsha – Castles In The Sky                            |
| 07    | Armin van Buuren & AVIRA ft. Be No Rain – Hollow               |
| 06    | Above & Beyond ft. Zoë Johnston – Reverie                      |
| 05    | Armin van Buuren & AVIRA ft. Sam Martin – Mask                 |
| 04    | Andrew Rayel & Robbie Seed ft. That Girl – Stars Collide       |
| 03    | Armin van Buuren & MaRLo ft. Mila Josef – This I Vow           |
| 02    | Gareth Emery ft. Annabel – You’ll Be OK                        |
| 01    | Aly & Fila with Plumb – Somebody Loves You                     |

#### Tune Of The Year 2021
Episode 1048 (Top 25 of 2021)
| Platz | Tracklist                                                                 |
| ----- | ------------------------------------------------------------------------- |
| 25    | Stoneface & Terminal – Moonscape                                          |
| 24    | Giuseppe Ottaviani & Lucid Blue - Be The Angel                            |
| 23    | Armin van Buuren & Jorn van Deynhoven – Lost In Space                     |
| 22    | Aly & Fila and JES – Sunrise                                              |
| 21    | Factor B & Arielle Maren – Connected                                      |
| 20    | Alesso & Armin van Buuren – Leave A Little Love (Club Mix)                |
| 19    | Andrew Rayel feat. AIDYL – River                                          |
| 18    | Armin van Buuren & Vini Vici feat. Tribal Dance & Natalie Wamba – Yama    |
| 17    | Christina Novelli & Richard Durand – My Guiding Light                     |
| 16    | Armin van Buuren & Susana – Home With You                                 |
| 15    | Armin van Buuren & AVIRA – Sirius                                         |
| 14    | Ilan Bluestone feat. Ellen Smith – Stranger To Your Love                  |
| 13    | Bryan Kearney – Euphoric Recall                                           |
| 12    | Armin van Buuren & Giuseppe Ottaviani – Magico                            |
| 11    | Above & Beyond – Sun in Your Eyes (Daniel Kandi Remix)                    |
| 10    | Ruben de Ronde & That Girl – Lose Yourself                                |
| 09    | Ciaran McAuley – Tears Don’t Mean You’re Losing                           |
| 08    | Armin van Buuren & Davina Michelle – Hold On (Club Mix)                   |
| 07    | Ferry Corsten pres. Gouryella – Orenda                                    |
| 06    | RAM & Talla 2XLC & Natalie Gioia - Shine                                  |
| 05    | Factor B – Sea Of Thoughts                                                |
| 04    | Above & Beyond and Justine Suissa – Almost Home (Above & Beyond Club Mix) |
| 03    | Armin van Buuren – Turn The World Into A Dancefloor                       |
| 02    | Ferry Corsten & Ruben de Ronde – Bloodstream                              |
| 01    | Armin van Buuren and Aly & Fila feat. Kazi Jay – For All Time             |

#### Tune Of The Year 2022
Episode 1100 (Top 25 of 2022)
| Platz | Tracklist                                                                                      |
| ----- | ---------------------------------------------------------------------------------------------- |
| 25    | Omar Sherif & Susie Ledge – Here With Me                                                       |
| 24    | Andrew Rayel ft. Aidyl – Feels Like Home                                                       |
| 23    | Ahmed Helmy – R4VE 101                                                                         |
| 22    | Armin van Buuren & Shapov – Welcome Home                                                       |
| 21    | Paul Van Dyk & Aly & Fila – SHINE Ibiza Anthem 2022                                            |
| 20    | Craig Connelly ft. That Girl – Little Mystery                                                  |
| 19    | Armin van Buuren & Billen Ted ft. JC Stewart – Come Around Again                               |
| 18    | Craig Connelly ft. Tara Louise – You Are Alive                                                 |
| 17    | Armin van Buuren – Computers Take Over The World                                               |
| 16    | Ciaran McAuley & Roger Shah & Hannah Brine – You And I                                         |
| 15    | Armin van Buuren ft. Wrabel – Feel Again                                                       |
| 14    | Aly & Fila – Euphony                                                                           |
| 13    | MaRLo & Roxanne Emery – Borderline                                                             |
| 12    | Richard Durand – Ballad Of The Southern Sea                                                    |
| 11    | Armin van Buuren & Gareth Emery ft. Owl City – Forever & Always                                |
| 10    | Above & Beyond ft. Ashley Tomberlin – Can’t Sleep (Ruben de Ronde & Elevven Remix)             |
| 09    | Aly & Fila vs. FKN ft. Jahala – How Long (Factor B In Loving Memory Of Ellie Gray Remix)       |
| 08    | Above & Beyond & Anamē ft. Marty Longstaff – Gratitude                                         |
| 07    | Bryan Kearney – Kaia                                                                           |
| 06    | Armin van Buuren & Blasterjaxx ft. 24H – Superman                                              |
| 05    | Sneijder ft. Victoriya – Need You Here                                                         |
| 04    | Ben Gold ft. Plumb – Same Sky Same Stars                                                       |
| 03    | Vintage & Morelli & Arielle Maren – Other Side (Factor B In Loving Memory Of Ellie Gray Remix) |
| 02    | Ben Gold – Rest Of Our Lives                                                                   |
| 01    | Bryan Kearney & Out Of The Dust feat. Plumb – Take This                                        |

#### Tune Of The Year 2023
Episode 1152 (Top 25 of 2023)
| Platz | Tracklist                                                                                 |
| ----- | ----------------------------------------------------------------------------------------- |
| 25    | Will Atkinson – Cosmic Heartbreak                                                         |
| 24    | Craig Connelly – Nathan’s Song                                                            |
| 23    | MurZo – Kiss The Night                                                                    |
| 22    | Giuseppe Ottaviani – To The Stars                                                         |
| 21    | Armin van Buuren – Lose This Feeling                                                      |
| 20    | Paul van Dyk & Ciaran McAuley – Someone Like You                                          |
| 19    | Haliene – Reach Across The Sky (Ben Gold Remix)                                           |
| 18    | Craig Connelly & Christina Novelli – Black Hole (Giuseppe Ottaviani Remix)                |
| 17    | Armin van Buuren ft. Vanessa Campagna – Vulnerable                                        |
| 16    | Aly & Fila x Chapter 47 ft. Richard Bedford – Edge Of Tomorrow                            |
| 15    | Bryan Kearney – Encanta                                                                   |
| 14    | Above & Beyond – 500                                                                      |
| 13    | Armin van Buuren & Cosmic Gate – Reflexion (ASOT 2023 Anthem)                             |
| 12    | Aly & Fila with Emma Hewitt – You & I (Ciaran McAuley Remix)                              |
| 11    | Miss Monique & AVIRA ft. Luna – Subterranean                                              |
| 10    | Aly & Fila vs. Alex M.O.R.P.H. ft. Cheryl Barnes – Eye Of The Storm                       |
| 09    | Armin van Buuren ft. Anne Gudrun – Love Is A Drug                                         |
| 08    | Gareth Emery ft. Maria Lynn – Missing You (Ben Gold Remix)                                |
| 07    | Craig Connelly ft. HALIENE – Other Side Of The World                                      |
| 06    | Giuseppe Ottaviani & Ilan Bluestone – Futuro                                              |
| 05    | Hel:sløwed & Amber Revival – If You Only Knew                                             |
| 04    | Armin van Buuren – Space Case                                                             |
| 03    | Bryan Kearney & Bo Bruce – Shine A Light                                                  |
| 02    | Ben Gold – Rest Of Our Lives (Paul Webster Remix)                                         |
| 01    | Armin van Buuren, Ferry Corsten, Rank 1 & Ruben de Ronde – Destination (ASOT 2024 Anthem) |

#### Tune Of The Year 2024
| Platz | Tracklist                                                                           |
| ----- | ----------------------------------------------------------------------------------- |
| 25    | Above & Beyond – Home (Kyau & Albert Remix)                                         |
| 24    | Ferry Corsten – Just Breathe                                                        |
| 23    | MaRLo ft. Mila Josef – You Are Not Alone                                            |
| 22    | ARTBAT & Armin van Buuren – Take Off                                                |
| 21    | Above & Beyond ft. Richard Bedford – Heart Of Stone                                 |
| 20    | Craig Connelly & Nicholas Gunn ft. Alina Renae – Miss You                           |
| 19    | Ben Hemsley ft. Rose Gray – Tidal (The Euphoric Mix)                                |
| 18    | Factor B – A Gift To The Earth                                                      |
| 17    | Richard Durand & Nicholas Gunn ft. Jordan Grace – About A Love                      |
| 16    | Armin van Buuren & Agents Of Time ft. Orkid – Love Is Eternity                      |
| 15    | Aly & Fila & Lostly – The Unknown                                                   |
| 14    | Gareth Emery & Giuseppe Ottaviani ft. Sarah de Warren – Carry On                    |
| 13    | Hel:sløwed & Amber Revival – Wildfire                                               |
| 12    | Armin van Buuren & Natalie Gioia – Viva l’Opera                                     |
| 11    | Ferry Corsten & Marsh – Fulfillment                                                 |
| 10    | Armin van Buuren & Ben Hemsley ft. Lucy Pullin – Is It Beautiful (ASOT 2025 Anthem) |
| 09    | Ferry Corsten & Superstrings – Remember                                             |
| 08    | John O’Callaghan & Paul Skelton & Ren Faye – May The Road Rise                      |
| 07    | Aly & Fila & Richard Durand – Nebula                                                |
| 06    | Ben Gold & Bo Bruce – Half Ligh                                                     |
| 05    | Above & Beyond ft. Zoë Johnston – Crazy Love                                        |
| 04    | Armin van Buuren & Hardwell – Follow The Light                                      |
| 03    | Aly & Fila & Philippe El Sisi & Omar Sherif & Jaren – Count On Me                   |
| 02    | Factor B – The Girl With Her Head In The Clouds (Ellie’s Song)                      |
| 01    | Armin van Buuren & Gryffin – What Took You So Long                                  |

### A State Of Trance All Time Top 1000
Am 14. Januar 2021 wurde anlässlich der 1000 Folge eine von Zuschauern gewählte Liste, der tausend besten Trance Songs aller Zeiten gestreamt. Die Folge wurde vom 14. Januar bis zum 21. Januar 2021 übertragen.
| Platz | Tracklist                                                                      |
| ----- | ------------------------------------------------------------------------------ |
| 50    | Tiësto - Suburban Train                                                        |
| 49    | ATB ft. Tiff Lacey - Ecstasy (Club Mix)                                        |
| 48    | Above & Beyond ft. Zoë Johnston - Good For Me (Above & Beyond Club Mix)        |
| 47    | Gareth Emery ft. Lucy Saunders - Sanctuary                                     |
| 46    | System F - Out Of The Blue                                                     |
| 45    | Aly & Fila - It's All About The Melody                                         |
| 44    | Energy 52 - Cafe Del Mar (Three 'N One Remix)                                  |
| 43    | Luminary - Amsterdam (Smith & Pledger Update)                                  |
| 42    | Giuseppe Ottaviani - Through Your Eyes                                         |
| 41    | Push - Universal Nation                                                        |
| 40    | Armin van Buuren ft. Jan Vayne - Serenity                                      |
| 39    | John O'Callaghan ft. Audrey Gallagher - Big Sky (Agnelli & Nelson Remix)       |
| 38    | Richard Durand & Christina Novelli - The Air I Breathe                         |
| 37    | Key4050 & Plumb - I Love You                                                   |
| 36    | Armin van Buuren ft. Miri Ben-Ari - Intense                                    |
| 35    | Gareth Emery ft. Bo Bruce - U (Bryan Kearney Remix)                            |
| 34    | Alex M.O.R.P.H. ft. Sylvia Tosun - An Angel's Love                             |
| 33    | Robert Miles - Children (Dream Version)                                        |
| 32    | Armin van Buuren ft. Trevor Guthrie - This Is What It Feels Like (W&W Remix)   |
| 31    | Andain - Beautiful Things (Gabriel & Dresden Unplugged Mix)                    |
| 30    | Gaia - Empire Of Hearts                                                        |
| 29    | Sunlounger ft. Zara Taylor - Lost (Club Mix)                                   |
| 28    | Dash Berlin ft. Emma Hewitt - Waiting                                          |
| 27    | Paul van Dyk ft. Hemstock & Jennings - Nothing But You (Paul van Dyk Club Mix) |
| 26    | Above & Beyond & Andy Moor - Air For Life                                      |
| 25    | Chicane ft. Moya Brennan - Saltwater                                           |
| 24    | Dash Berlin ft. Vera Ostrova - Till The Sky Falls Down                         |
| 23    | MaRLo & Feenixpawl ft. Kamilla Bayrak - Lighter Than Air                       |
| 22    | Above & Beyond & Gareth Emery pres.OceanLab ft. Justine Suissa - On A Good Day |
| 21    | Veracocha - Carte Blanche                                                      |
| 20    | Armin van Buuren ft. Sharon Den Adel - In And Out Of Love                      |
| 19    | Aly & Fila ft. Jwaydan - We Control The Sunlight                               |
| 18    | Motorcycle - As The Rush Comes (Gabriel & Dresden Sweeping Strings Mix)        |
| 17    | Above & Beyond pres. OceanLab - Satellite                                      |
| 16    | Paul van Dyk - For An Angel (Paul van Dyk E-Werk Club Mix)                     |
| 15    | Rank 1 - Airwave                                                               |
| 14    | Armin van Buuren ft. Justine Suissa - Burned With Desire (Rising Star Remix)   |
| 13    | 4 Strings - Take Me Away (Into The Night)                                      |
| 12    | Gareth Emery & STANDERWICK ft. HALIENE - Saving Light                          |
| 11    | Above & Beyond ft. Richard Bedford - Sun & Moon (Club Mix)                     |
| 10    | RAM ft. Susana - RAMelia (Tribute To Amelia)                                   |
| 9     | Gareth Emery ft. Christina Novelli - Concrete Angel                            |
| 8     | Dash Berlin & Cerf, Mitiska & Jaren - Man On The Run                           |
| 7     | RAM - RAMsterdam (Jorn van Deynhoven Remix)                                    |
| 6     | Ferry Corsten pres. Gouryella - Anahera                                        |
| 5     | Armin van Buuren - Communication Part 3                                        |
| 4     | Delerium ft. Sarah McLachlan - Silence (Tiësto In Search Of Sunrise Remix)     |
| 3     | Gaia - Tuvan                                                                   |
| 2     | Tiësto - Adagio For Strings                                                    |
| 1     | Armin van Buuren ft. Susana - Shivers                                          |

Zur Folge 1170 wurde diese Liste erneut zusammengestellt. Beginnend am 21. April 2024 wurden die Top 1000, von den Zuschauern gewählten Songs, gestreamt. Die Top 50 wurden dann wie üblich in der Folge 1170 präsentiert.
| Platz | Tracklist                                                                                 |
| ----- | ----------------------------------------------------------------------------------------- |
| 50    | Bryan Kearney & Plumb - All Over Again                                                    |
| 49    | Estiva & Ruben de Ronde - Rainbow                                                         |
| 48    | Paul Oakenfold - Southern Sun (Tiesto Remix)                                              |
| 47    | Dash Berlin & Cerf, Mitiska & Jarren - Man on the Run                                     |
| 46    | Energy 52 - Cafe Del Mar (Three'N One Remix)                                              |
| 45    | Binary Finary - 1998 (Gouryella Remix)                                                    |
| 44    | Luminary - Amsterdam (Smith & Pledge Remix)                                               |
| 43    | Aly & Fily with Plumb - Somebody Loves you                                                |
| 42    | Armin van Buuren ft. Trevor Guthrie - This Is What It Feels Like (W&W Remix)              |
| 41    | Dash Berlin ft. Emma Hewitt - Waiting                                                     |
| 40    | Alex M.O.R.P.H. ft. Sylvia Tosun - An Angel's Love                                        |
| 39    | Dash Berlin ft. Vera Ostrova - Till The Sky Falls Down                                    |
| 38    | Paul van Dyk ft. Hemstock & Jennings - Nothing But You (Paul van Dyk Club Mix)            |
| 37    | Andain - Beautiful Things (Gabriel & Dresden Unplugged Mix)                               |
| 36    | Gaia - J'ai Envie de Toi                                                                  |
| 35    | Tiesto - Suburban Train                                                                   |
| 34    | Aly & Fila ft. Jwaydan - We Control The Sunlight                                          |
| 33    | Tiesto - Lethal Industry                                                                  |
| 32    | M.I.K.E. pres Push - Universal Nation                                                     |
| 31    | Armin van Buuren - Blah Blah Blah                                                         |
| 30    | Ferry Corsten & Ruben de Ronde - Bloodstream                                              |
| 29    | Ben Gold - Rest Of Our Lives                                                              |
| 28    | RAM ft. Susana - RAMelia (Tribute To Amelia)                                              |
| 27    | Armin van Buure feat. Jan Vayne - Serenity                                                |
| 26    | Motorcycle - As The Rush Comes (Gabriel & Dresden Sweeping Strings Mix)                   |
| 25    | Armin van Buuren feat. Miri Ben Ari - Intense                                             |
| 24    | Above & Beyond pres. OceanLab - On A Good Day (Club Mix)                                  |
| 23    | System F - Out of the Blue                                                                |
| 22    | Armin van Buuren ft. Sharon Den Adel - In And Out Of Love                                 |
| 21    | Gareth Emery & STANDERWICK ft. HALIENE - Saving Light                                     |
| 20    | Above & Beyond ft. Richard Bedford - Sun & Moon (Club Mix)                                |
| 19    | Robert Miles - Children (Dream Version)                                                   |
| 18    | Key4050 & Plum - I Love You                                                               |
| 17    | Gareth Emery ft. Christina Novelli - Concrete Angel                                       |
| 16    | Veracocha - Carte Blanche                                                                 |
| 15    | Armin van Buuren ft. Justine Suissa - Burned With Desire (Rising Star Remix)              |
| 14    | 4 Strings - Take Me Away (Into The Night)                                                 |
| 13    | Above & Beyond - Satelite (Original Mix)                                                  |
| 12    | Rank 1 - Airwave                                                                          |
| 11    | Chicane feat. Maire Brennan Of Clanned - Saltwater                                        |
| 10    | Paul van Dyk - For An Angel                                                               |
| 9     | Armin van Buuren, Ferry Corsten, Rank 1 & Ruben de Ronde - Destination (ASOT Anthem 2024) |
| 8     | Cosmic Gate - Exploration of Space                                                        |
| 7     | Gaia - Tuvan                                                                              |
| 6     | Ferry Corsten pres. Gouryella - Anahera                                                   |
| 5     | Armin van Buuren & Susanna - Shivers                                                      |
| 4     | Delerium ft. Sarah McLachlan - Silence (Tiësto In Search Of Sunrise Remix)                |
| 3     | Armin van Buuren - Communication (Part 3)                                                 |
| 2     | Tiësto - Adagio For Strings                                                               |
| 1     | RAM - RAMsterdam (Jorn van Deynhoven Remix)                                               |